# En kväll med Karl Gerhard
En kväll med Karl Gerhard var ett TV-program som sändes 30 april 1960 på SVT.
I programmet sågs Karl Gerhard sjunga, sminka sig och klä ut sig till Pauline Brunius. Han blev också intervjuad av Åke Falck. Programmet gick på bästa möjliga sändningstid och var en timme långt.